# FC Petržalka
FC Petržalka (celým názvem: Football Club Petržalka) je slovenský fotbalový klub, který sídlí v bratislavské městské části Petržalka. Od sezóny 2018/19 působí ve druhé fotbalové lize. Klubové barvy jsou černá a bílá.
Své domácí zápasy odehrává v areálu na ulici M. C. Sklodowskej (zkráceně též Štadión na Sklodowskej) s kapacitou 1 500 diváků. Na hrací ploše je umělý povrch.

## Historie
Klub byl založen v roce 2014 po krachu jeho úspěšného předchůdce FC Petržalka 1898 (poté, co majitel Ivan Kmotrík starší klub opustil a odešel do konkurenčního Slovanu Bratislava). Za vznikem FC Petržalka akadémia stojí bývalý předseda fanklubu Petržalky Marek Mojto. Vedení nového klubu se po založení zaměřilo na výchovu mládeže, s čímž souviselo i přidání slova akadémia do samotného názvu.
Ve své premiérové sezóně 2014/15 byl klub zařazen do nejnižší fotbalové soutěže v Bratislavě (5. liga). V ní se mužstvu nevídaně dařilo a dokázalo soutěž dokonce vyhrát, ovšem kvůli reorganizaci lig v Bratislavském futbalovém zväzu (zrušení formátu dvou skupin) nakonec klub do čtvrté nepostoupil. V průběhu sezóny se také dokončovala výstavba areálu na ulici M. C. Sklodowskej ve čtvrti Ovsište.

## Historické názvy
Zdroj: 
- 2014 – FC Petržalka Akadémia (Football Club Petržalka Akadémia)
- 2017 – FC Petržalka (Football Club Petržalka)

## Umístění v jednotlivých sezonách
Stručný přehled
Zdroj: 
- 2014–2016: 5. liga OFZ B-M
- 2016–2017: 4. liga BFZ
- 2017–2018: 3. liga – sk. Bratislava
- 2018–: 2. liga

Jednotlivé ročníky
Zdroj: 
Legenda: Z – zápasy, V – výhry, R – remízy, P – porážky, VG – vstřelené góly, OG – obdržené góly, +/− – rozdíl skóre, B – body, červené podbarvení – sestup, zelené podbarvení – postup, fialové podbarvení – reorganizace, změna skupiny či soutěže
| Slovensko (2014–) |                          |        |    |    |    |    |     |    |     |    |        |
| Sezóny            | Liga                     | Úroveň | Z  | V  | R  | P  | VG  | OG | +/− | B  | Pozice |
| 2014/15           | 5. liga OFZ B-M          | 5      | 27 | 22 | 0  | 5  | 94  | 48 | +46 | 66 | 1.     |
| 2015/16           | 5. liga OFZ B-M          | 5      | 26 | 20 | 2  | 4  | 89  | 31 | +58 | 62 | 1.     |
| 2016/17           | 4. liga BFZ              | 4      | 30 | 25 | 4  | 1  | 112 | 13 | +99 | 79 | 1.     |
| 2017/18           | 3. liga – sk. Bratislava | 3      | 30 | 25 | 4  | 1  | 101 | 18 | +83 | 79 | 1.     |
| 2018/19           | 2. liga                  | 2      | 30 | 12 | 9  | 9  | 41  | 38 | +3  | 45 | 8.     |
| ** 2019/20        | 2. liga                  | 2      | 18 | 5  | 2  | 11 | 24  | 34 | -10 | 17 | 14.    |
| 2020/21           | 2. liga                  | 2      | 28 | 10 | 7  | 11 | 37  | 41 | -4  | 37 | 9.     |
| 2021/22           | 2. liga                  | 2      | 30 | 12 | 5  | 13 | 54  | 48 | +6  | 41 | 8.     |
| 2022/23           | 2. liga                  | 2      | 30 | 8  | 10 | 12 | 40  | 43 | -3  | 34 | 12.    |
| 2023/24           | 2. liga                  | 2      | 30 | 19 | 7  | 4  | 64  | 29 | +35 | 64 | 2.     |
| 2024/25           | 2. liga                  | 2      | 26 | 10 | 7  | 9  | 32  | 26 | +6  | 37 | 6.     |

Poznámky:
- 2014/15: Klub sice obsadil postupové první místo, ale kvůli reorganizaci vyšších soutěží nepostoupil o soutěž výše.

** = sezona byla předčasně ukončena z důvodu pandemie covidu-19